# Dido Elizabeth Belle

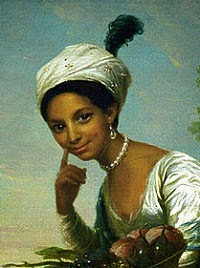
Dido Elizabeth Belle

Dido Elizabeth Belle (c. 1761, Índias Ocidentais – 1804, Londres) foi uma socialite britânica do século XVIII. Ela nasceu na condição de escrava, sua mãe Maria Belle, era uma escrava africana das Índias Ocidentais e seu pai era John Lindsay, um oficial da Marinha Real Britânica. Seu pai foi nomeado cavaleiro e promovido a almirante. Lindsay levou Belle com ele quando voltou para a Inglaterra em 1765, confiando sua criação a seu tio William Murray, 1.º Conde de Mansfield, e sua esposa. Os Murray educaram Belle, criando-a como uma dama livre em sua Kenwood House, junto com outra sobrinha-neta, Lady Elizabeth Murray, cuja mãe havia morrido. Lady Elizabeth e Belle eram primas em segundo grau. Belle morou lá por trinta anos. Em seu testamento de 1793, Lorde Mansfield conferiu a liberdade dela e forneceu uma soma total e uma anuidade para ela.

## Primeiros anos
Dido Elizabeth Belle nasceu escrava em 1761, nas Índias Ocidentais, filha de uma escrava africana chamada Maria Belle (seu nome foi escrito Maria Bell no certificado de batismo de sua filha) e de Sir John Lindsay, um oficial da Marinha Real Britânica e então capitão do navio de guerra britânico HMS Trent, com base nas Índias Ocidentais. Acredita-se que Lindsay encontrou Maria Belle como escrava em um navio espanhol que havia sido capturado no Caribe e, aparentemente, a tomou como sua concubina. Lindsay voltou para a Inglaterra em 1765, levando consigo sua filha. Ele confiou seus cuidados a seu tio, William Murray, 1.º Conde de Mansfield, e sua esposa. A menina foi batizada de Dido Elizabeth Belle em 1766, na Igreja de St. Jore, em Bloomsbury.
Um obituário contemporâneo de Sir John Lindsay, que havia sido promovido a almirante, corrobora que ele era o pai de Dido Belle, e a descreve:
| “ | (...) ele morreu, acreditamos, sem descendência legítima, mas deixou uma filha natural, uma mulata que foi trazida para a família de Lorde Mansfield quase desde a infância e cuja bondosa disposição e talento lhe renderam o maior respeito de todos. Parentes de Lorde Mansfield e seus visitantes. | ” |

Historiadores acreditavam que sua mãe era de um navio negreiro africano capturado por Lindsay na Batalha de Havana, em 1762. No entanto, isso se provou falso porque Dido teria nascido um ano antes, em 1761.

## Vida em Kenwood House

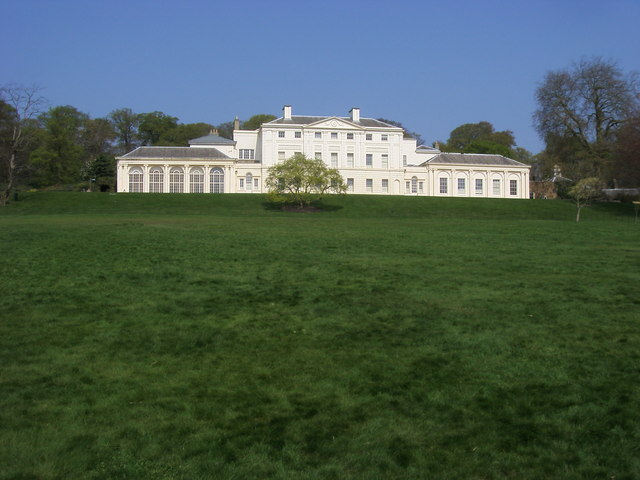
Kenwood House, donde Dido viveu os primeiros trinta anos de sua vida.

William Murray, Conde de Mansfield, morava com sua família na Kenwood House, um palácio localizado em Hampstead, nos arredores de Londres. Mansfield e sua esposa, Lady Margery Murray, não tinham filhos, embora estivessem criando Lady Elizabeth Murray, nascida em 1760, cuja mãe havia morrido. Os Mansfields podem ter aceitado Dido para ser a companheira de jogos de Elizabeth e mais tarde se tornar sua dama de companhia (seu papel na família, como mencionado, sugere que ela era mais uma dama de companhia do que um serva).
Dido morou em Kenwood por trinta anos. Sua posição era incomum, porque ela havia nascido escrava sob as leis coloniais, mas os Murray deram a ela o tratamento de mais um membro da família. Quando ela cresceu, ela ajudou Mansfield tomando ditados de suas cartas, o que mostra que ela foi bem educada. Um dos amigos de Lorde Mansfield, o americano Thomas Hutchinson, que havia sido Governador de Massachusetts e como realista havia retornado a Londres, a descreveu como "nem elegante ou refinada - muito suspeita".
Como Lorde Chefe da Justiça da Inglaterra e País de Gales, Mansfield decidiu sobre questões relacionadas ao status dos escravos na Grã-Bretanha. Quando em 1772 foi chamado para julgar o caso de um escravo que havia escapado e cujo dono queria devolvê-lo às Índias Ocidentais, ele decretou:
| “ | O estado de escravidão é de tal natureza que não pode ser introduzido por qualquer motivo, moral ou político, mas apenas o direito positivo, que permanece em vigor em face de qualquer razão, ocasião e tempo em que foi criado, é apagado da memória, é tão odioso que nada pode ser tolerado para apoiá-lo como o direito positivo. De qualquer forma, portanto, você pode seguir em frente com uma decisão, não posso dizer que este caso seja permitido ou aprovado pela lei da Inglaterra. | ” |

A decisão de Mansfield, de que a escravidão não existia na lei comum e nunca havia sido introduzida pela lei positiva, foi considerada pelos abolicionistas como a abolição da escravidão na Inglaterra. Sua decisão foi estreita e a decisão sobre este ponto foi reservada, dizendo apenas que o dono de um escravo não tinha o direito de removê-lo da Inglaterra contra sua vontade. Mansfield diria mais tarde que sua decisão se aplicava apenas ao caso do escravo em particular. Ao mesmo tempo, foi sugerido que a experiência pessoal de Mansfield ao criar Dido Belle influenciou sua decisão.

### Posição social
As relações sociais em sua casa não eram totalmente claras. Uma exposição de 2007 na Kenwood House sugere que ela foi tratada de forma "amorosa, mas mal aparentada", e nem sempre jantava com convidados, conforme relatado por Thomas Hutchinson. Ele disse que Dido se juntou às senhoras depois de um café na sala de visitas. Em 2014, a autora Paula Byrne escreveu que a exclusão de Dido daquele jantar em particular foi pragmática e não habitual. Ela observou outros aspectos da vida de Dido, como receber tratamentos médicos caros e mobília de quarto luxuosa, o que mostra que sua posição em Kenwood era igual à de sua prima Elizabeth.
À medida que Dido crescia, ele recebeu as responsabilidades de gerenciar o pátio de laticínios e aves de Kenwood. A gestão da leiteria e do galinheiro era uma ocupação típica das damas da pequena nobreza (nobreza rural), mas ajudar o tio com sua correspondência era muito incomum, pois geralmente era tarefa de um secretário ou escrivão. Dido recebia uma pensão anual de 30 libras, que geralmente era devida a um criado. Em contraste, sua prima Elizabeth recebeu cerca de 100 libras, mas a última era uma herdeira por direito próprio da família de sua mãe. Dido era ilegítima em uma época e lugar onde o estigma social geralmente acompanhava seu status.

## Vida posterior
O pai de Dido morreu em 1788 sem herdeiros legítimos, deixando 1000 libras para serem compartilhados por seus "supostos filhos", John e Elizabeth Lindsay (conforme registrado em seu testamento). O historiador Gene Adams acredita que isso sugere que Lindsay se refere à sua filha como Elizabeth, e que ela foi chamada de "Dido" por seu tio e sua esposa depois que assumiu a menina. Outra fonte menciona que outra filha de nome Elizabeth teria existido. Meia-irmã de Dido, era conhecida como Elizabeth Palmer, nascida em 1765, e que vivia na Escócia.
Dido também herdou 100 libras de Lady Margery Murray em 1793, um de seus dois parentes com quem veio morar e que ajudou a cuidar dos Murray em seus últimos anos. Em seu testamento redigido em 1783, Lorde Mansfield confirmou oficialmente a liberdade de Dido para garantir seu futuro. Também deixou para ela uma herança de 500 libras e uma pensão anual de 100 libras, que ela recebeu após a morte de Mansfield em 1793.
William Murray deixou para sua sobrinha Elizabeth Murray 10.000 libras, pois seu pai estava na linha de sucessão para herdar o título e uma soma maior de dinheiro.
Após a morte de seu tio-avô, ocorrida em março de 1793, Dido casou-se, em 5 de dezembro de 1793, com John Davinier, um francês que trabalhava como cavalheiro administrador na Igreja de São Jorge em Hanover Square. Ambos eram residentes daquela paróquia eclesiástica. Os Daviniers tiveram pelo menos três filhos: os gêmeos Charles e John, ambos batizados em St. George em 8 de maio de 1795, e William Thomas, batizado no mesmo local em 26 de janeiro de 1802.
Dido Belle Davinier morreu em 1804, aos 43 anos. Ela foi enterrada em julho daquele ano em St George's Fields, um cemitério perto do que agora é Bayswater Road, em Londres. Na década de 1970, o local foi reatribuído e seu túmulo mudou. Seu marido sobreviveu e ela se casou novamente, tendo dois filhos deste segundo casamento.

## Descendentes
Um dos filhos de Belle, Charles Davinier, serviu no que era informalmente conhecido como Exército Indiano. Seu serviço provavelmente começou com um dos exércitos territoriais que foram fundados antes da formação do Exército da Índia Britânica em 1858. O último descendente conhecido de Dido, seu tataraneto Harold Davinier, morreu na África do Sul em 1975, sem filhos.

## Retrato de Dido Elizabeth Belle e Elizabeth Murray

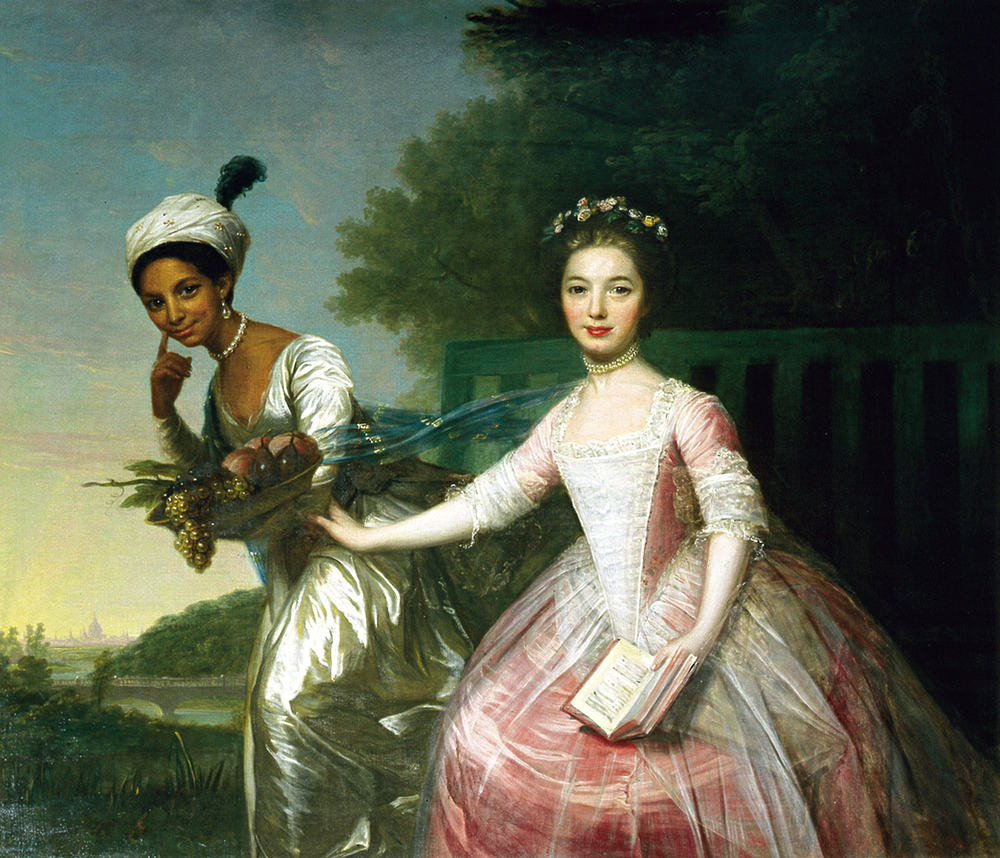
Dido Elizabeth Belle com sua prima Elizabeth Murray c. 1778. Esta pintura, anteriormente atribuída a Johann Zoffany, é hoje atribuída a David Martin.

Pintado por volta de 1778, a pintura é considerada "única na pintura britânica do século XVIII, apresentando uma mulher mestiça e uma mulher branca em pé de igualdade". Anteriormente mantida na Kenwood House, a pintura está em exibição no Palácio de Scone.
O trabalho é interessante de várias maneiras. As duas meninas estão em Kenwood Park, com vista para a Catedral de São Paulo de Londres à distância, e ambas estão de frente para o observador. Dido Belle aparece ali com uma roupa que, embora mais exótica que a da prima, rivaliza com ela no luxo, com vestido de seda e colar de pérolas. Também a sua atitude, cheia de confiança, com o olhar direto voltado para o pintor, mostra claramente que ela também está no centro da pintura, da qual não é um simples acessório pitoresco. Por fim, a mão que colocou Elizabeth Murray em seu braço mostra seu carinho e sua proximidade.
Porém, diferenças sutis aparecem entre as duas primas. O turbante e a cesta de frutas usados por Dido contrastam com a coroa de rosas e o livro de Isabel, e a calma deste último contrasta com a vivacidade e animação dela. Todavia, essas diferenças não indicam tanto uma diferença de status quanto uma diferença de caráter. Por fim, o dedo apontado por Dido para sua bochecha pode querer mostrar tanto a diferença da cor de sua pele quanto o sorriso e as covinhas..

## Representações culturais

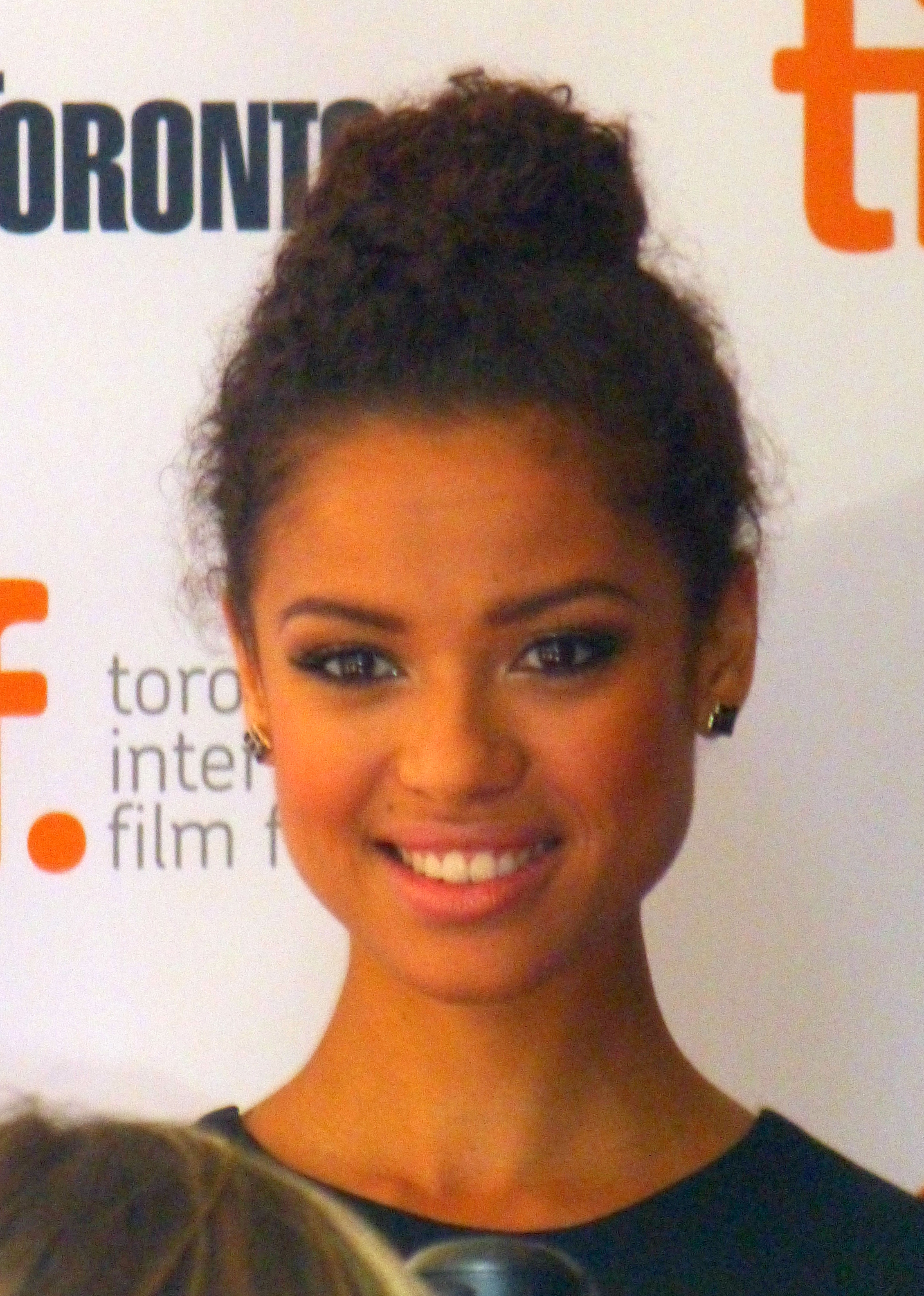
Gugu Mbatha-Raw, na estreia de Belle (onde ela interpreta Dido Elizabeth Belle) no Festival de Cinema de Toronto de 2013.

- Belle é um filme britânico de 2013, dirigido por Amma Asante e estreado no Festival de Cinema de Toronto de 2013. Inspirado na pintura de 1778 de Dido Elizabeth Belle ao lado de sua prima Lady Elizabeth Murray, o papel de Dido é interpretado por Gugu Mbatha-Raw e o de Elizabeth por Sarah Gadon.
- A acadêmica Christine Kenyon Jones vê Dido Elizabeth Belle e seu status ambíguo como uma possível fonte de inspiração para a personagem Fanny Price, no romance de Jane Austen de 1814, Mansfield Park.[12]

## Árvore genealógica

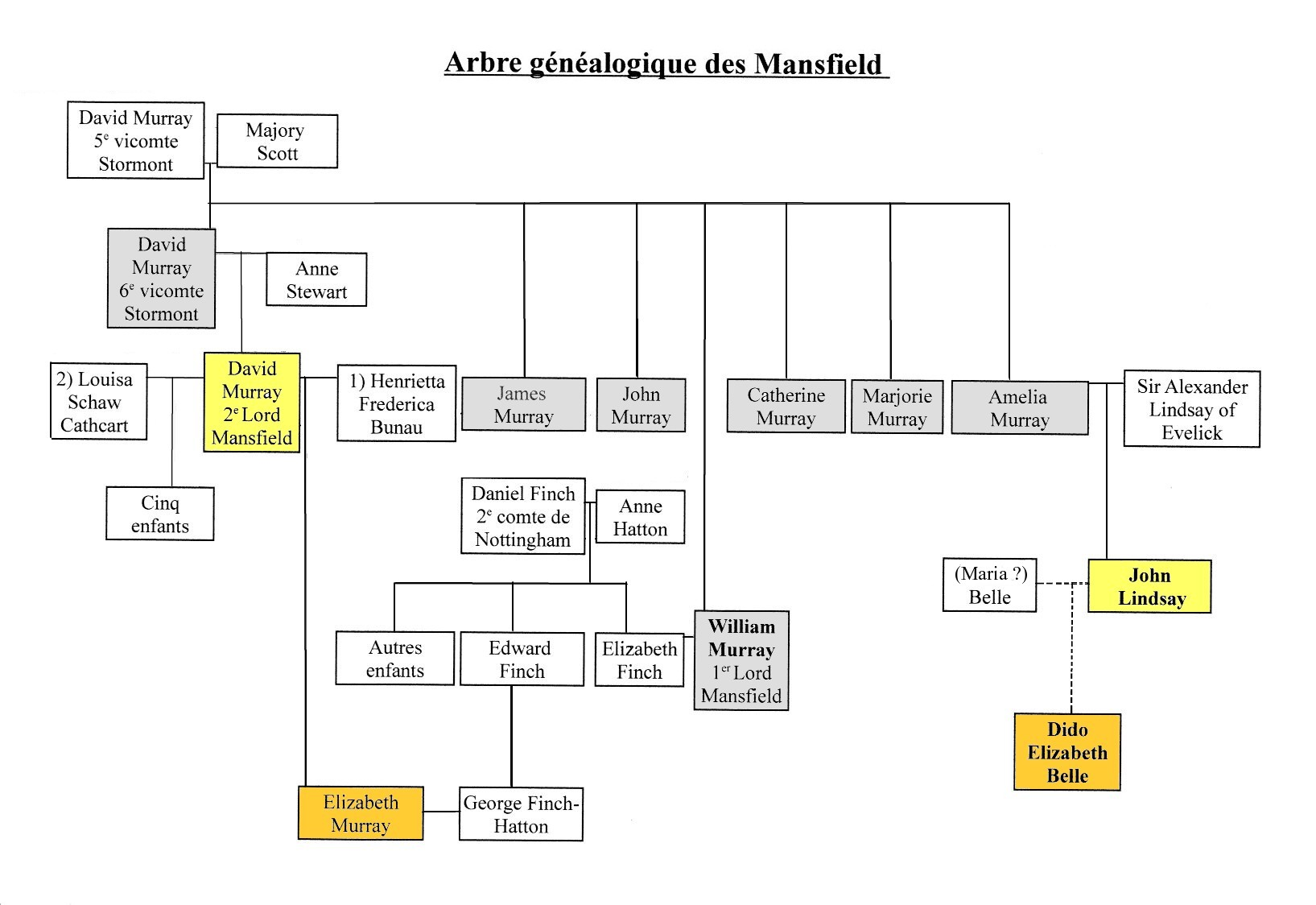
Árvore genealógica da família Murray